# Tadeusz Bereźnicki
Tadeusz Bereżnicki (ur. 13 sierpnia 1899 w Makowie Podhalańskim, zm. 20 września 1920 pod Bilwinami) – żołnierz armii austriackiej i Armii Polskiej we Francji, podoficer Wojska Polskiego, kawaler Orderu Virtuti Militari.

## Życiorys
Urodził się 13 sierpnia 1899 w Makowie Podhalańskim, w rodzinie Andrzeja i Marianny ze Studnickich. Absolwent szkoły ludowej. Wyuczył się kowalstwa.
W marcu 1917 został wcielony do armii austriackiej, a w 1918 wzięty do niewoli włoskiej. Tu wstąpił do organizujących się we Włoszech polskich oddziałów wojskowych. W ich składzie został przewieziony do Francji i został żołnierzem Błękitnej Armii. Po powrocie do kraju, będąc w składzie III batalionu 4 pułku strzelców podhalańskich, brał udział w wojnie polsko-bolszewickiej. Poległ 20 września 1920 pod Bilwinami podczas brawurowego ataku na nieprzyjaciela. Za czyn ten odznaczony został Krzyżem Srebrnym Orderu „Virtuti Militari”.

## Ordery i odznaczenia
- Krzyż Srebrny Orderu Wojskowego Virtuti Militari nr 5585[1][2] – pośmiertnie, 18 września 1922[4]